# Don Juan (Lord Byron)
Pour les articles homonymes, voir Don Juan (homonymie).
Don Juan est considéré par Lord Byron lui-même comme son œuvre maîtresse, ainsi que la plus personnelle. Interrompue par la mort de l'auteur, elle raconte en dix-sept chants, sur un ton facétieux et volontairement provocateur, les péripéties d'un jeune Espagnol voyageant à la fin du XVIIIe siècle de l'Espagne à l'Angleterre, en passant par la Grèce et la Russie. Le Don Juan de Byron, à l'opposé du mythe du séducteur, est un jeune candide, jouet des événements comme des femmes.

## Genèse de l'œuvre
Lord Byron commence Don Juan en juillet 1818, alors qu'il est à Venise : 

« Encouragé par le bon succès de Beppo, j'ai terminé le premier chant (un chant long : environ 180 strophes de huit vers) d'un poème dans le même style et de la même mouture. Ça s'appelle Don Juan, et je l'ai voulu légèrement et tranquillement facétieux à propos de tout. Mais je serais surpris qu'il ne fût pas […] trop libre pour notre époque si pudibonde. »

Il envoie le premier chant le 11 novembre 1818 à son éditeur John Murray, qui demande à censurer certains passages, craignant un scandale en raison des allusions au désastreux mariage avec Annabella Milbank, des attaques contre Robert Southey, le Poète Lauréat, et contre Lord Castlereagh. Lord Byron, pressé également par ses amis, accepte non sans protester la censure de la dédicace et une publication anonyme,. 

À sa sortie, en juillet 1819, le poème provoque un tollé, ce qui n'empêche pas Lord Byron d'en poursuivre la rédaction. Il en est au Chant III lorsqu'il écrit à son ami Douglas Kinnaird : 

« Quant à Don Juan — avoue — avoue — coquin ! — et reconnais franchement — qu'on a là le chef-d'œuvre de ce genre d'écrits — c'est peut-être licencieux — mais n'est-ce pas du bon anglais ? — C'est peut-être dissolu — mais n'est-ce pas la vie, n'est-ce pas la chose elle-même ?  […] J'avais de si beaux projets pour le Don — mais le moindre cant est tellement plus puissant que le cunt — de nos jours, — que la postérité au désespoir se voit nécessairement privée du bénéfice de l'expérience d'un homme ayant eu mille occasions de peser ces deux monosyllabes,. »

Ni sa maîtresse, Teresa Guiccioli, qui désapprouve les allusions à son épouse, ni une brouille avec son éditeur, ne peuvent l'arrêter. Il continue Don Juan lors de son voyage en Grèce, et jusqu'à sa mort à Missolonghi en 1824.

## Résumé

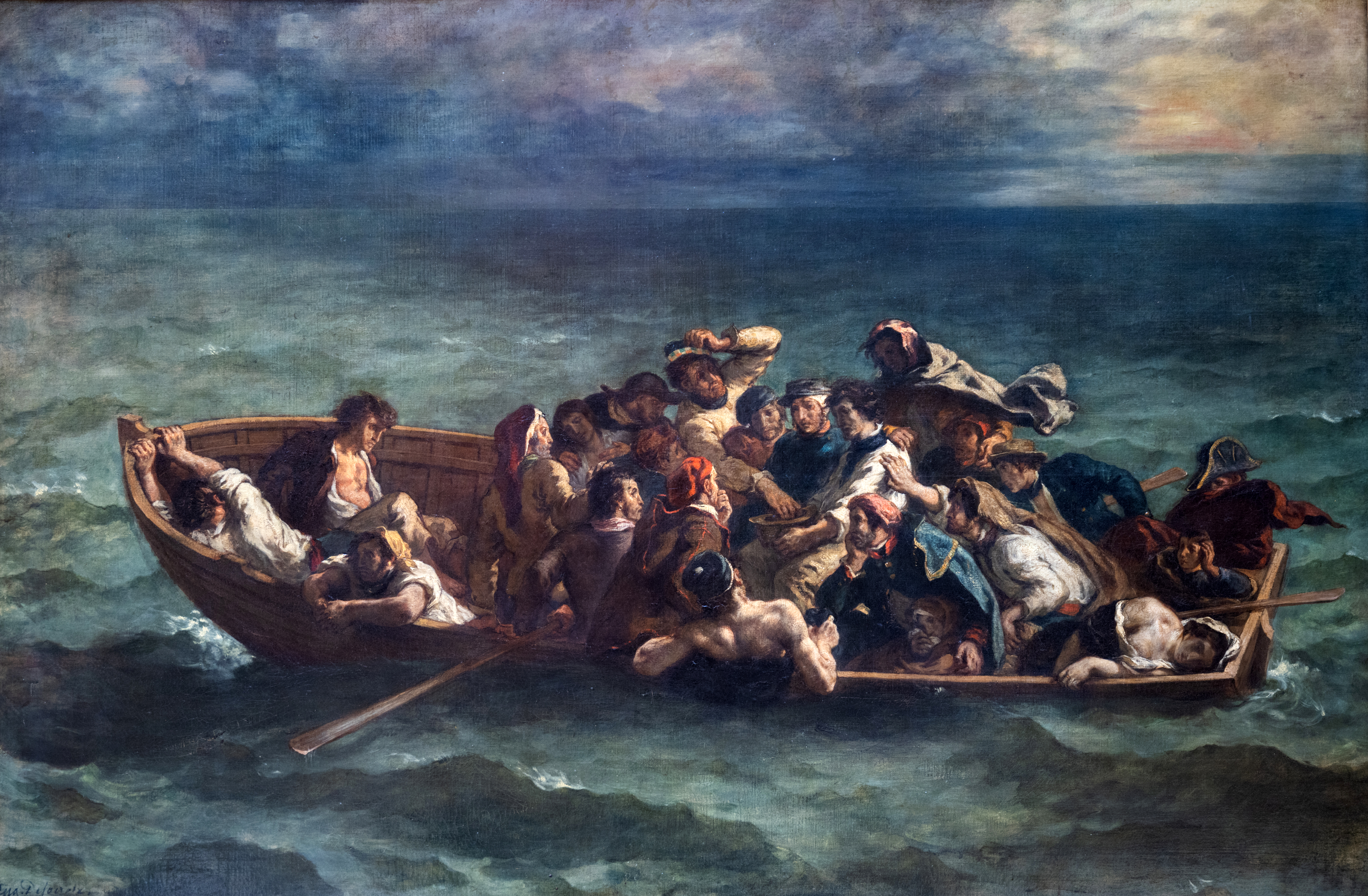
La Barque de don Juan (Delacroix)

Don Juan nait à Séville de Don José et Dona Ines, intellectuelle férue de mathématiques. À seize ans, beau jeune homme, il trouble le cœur pur de Dona Julia qui en fait son amant. L'adultère découvert, elle est envoyée au couvent et Don Juan doit quitter l'Espagne pour l'Italie (Chant I). Pris dans une tempête, son navire fait naufrage. Seul survivant, les autres rescapés étant morts de faim ou ayant été dévorés, Juan échoue sur une île grecque.

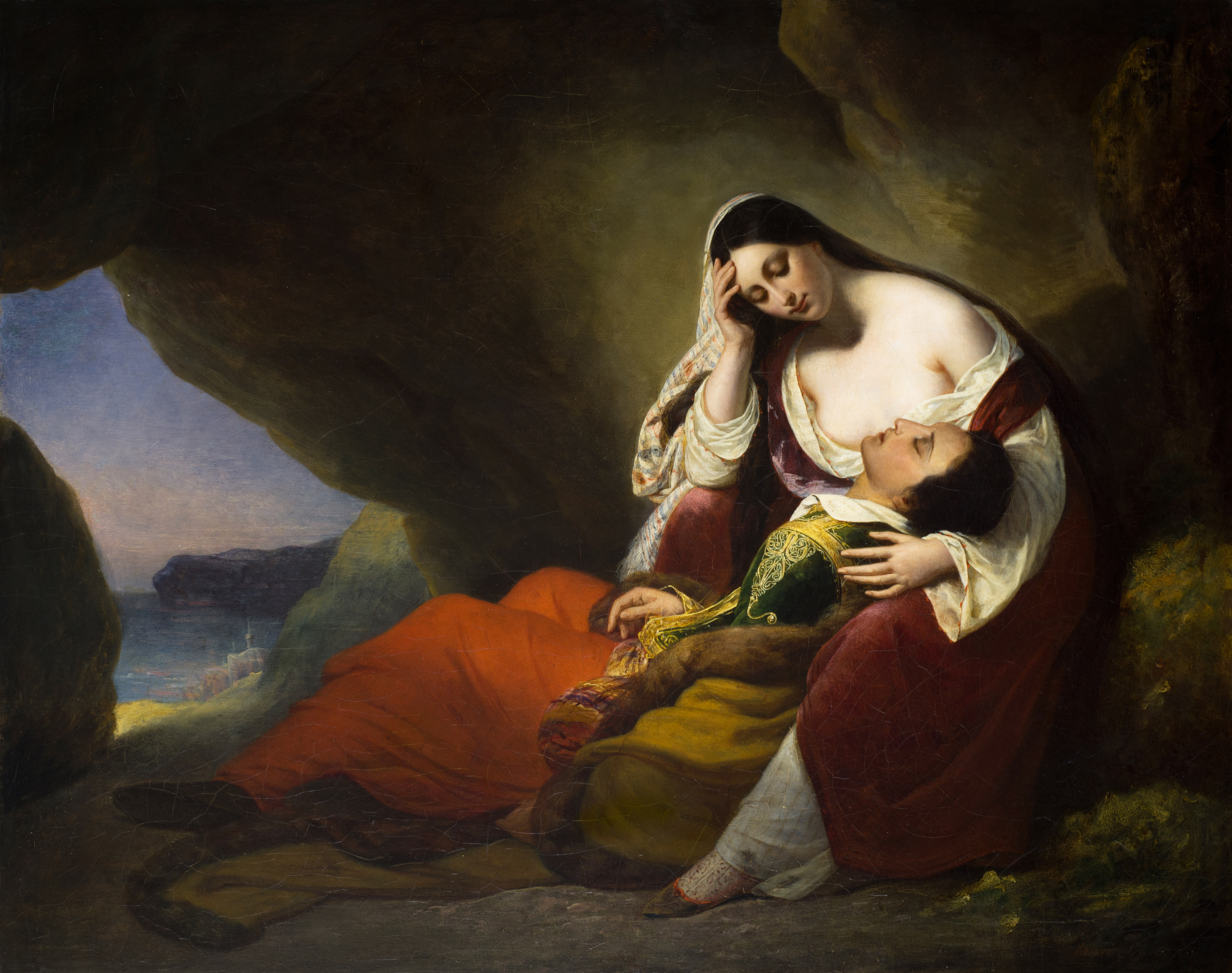
Henry Scheffer, Don Juan endormi sur les genoux d’Haedée, Salon de 1827

Il est recueilli par une jeune fille, Haydée, qui en tombe amoureuse (Chants II et III). Le père, chef d'une bande de pirates, découvrant leur relation, envoie Juan à Constantinople où il est vendu comme esclave à la femme du Sultan, Goulbéyaz. Il est introduit dans le harem déguisé en femme et devient objet de convoitise pour le sultan, sa femme et toutes les autres... (Chants IV, V, VI). Il parvient à s'échapper et se retrouve au siège de la ville d'Izmaïl par l'armée russe. Il fait preuve de bravoure sur le champ de bataille et sauve une petite musulmane, Leïla. Il est envoyé pour annoncer la victoire à Catherine II, qui en fait son favori (Chants VII, VIII, IX). Mais Juan tombe malade. Les médecins lui préconisent un climat moins rude. L'Impératrice l'envoie en mission secrète en Angleterre. Traversant l'Europe avec Leïla, il est chaleureusement accueilli par la bonne société anglaise. Plusieurs femmes se disputent ses faveurs. Il cède à la duchesse Fitz-Fulke (Chants X à XVII). Lord Byron n'aura pas eu le temps d'envoyer son héros dans la France Révolutionnaire se faire guillotiner sous la Terreur. Le poème s'achève donc sur la description que Byron fait de lui-même et un petit déjeuner.

## Structure
Lord Byron s'inspire du poète italien Luigi Pulci, et « de son ottava rima, strophe de huit vers à rimes croisées et récurrentes, terminée par un distique [ab/ab/ab/cc], qui lui offre une plus grande faculté d'improvisation que la strophe le mec 
spensérienne dont il s'est servi pour Childe Harold ». L’ottava rima lui permet, en effet, de donner libre cours à son espièglerie, à son génie de la rime, de jongler avec les registres et tourner en dérision les conventions poétiques. Le passage au français permet difficilement d’en rendre compte, au désespoir des traducteurs, qui ont dû faire le choix des vers blancs de France.
| I don't know that there may be much ability Shown in this sort of desultory rhyme ; But there 's a conversational facility, Wich may round off an hour upon a time. Of this I'm sure at least, there's no servility In mine irregularity of chime, Which rings what's uppermost of new or hoary, Just as I feel the "Improvvisatore". | « Un poème aussi décousu ne permet pas De manifester le moindre talent, je crois ; Mais, roulant comme roule la conversation, Il peut faire passer gaiement une heure ou deux. Je suis sûr d’une chose, au moins : mon carillon Est irregulier mais il n’a rien de servile. Il sonne les nouveautés ou les vieilleries, Selon le sentiment de l’Improvvisatore ». |

## Thématiques

### Don Juan et les femmes

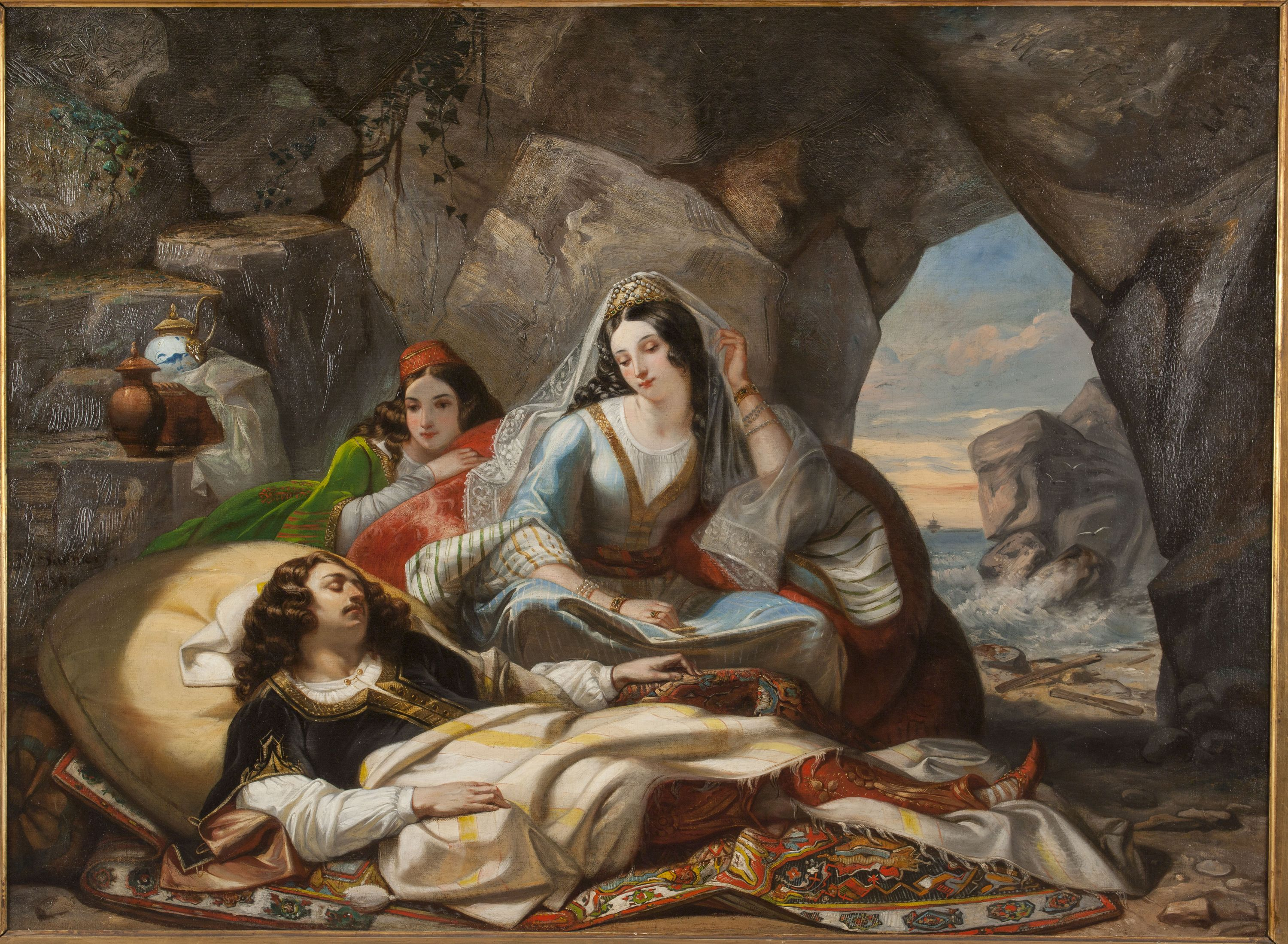
Haydée recueille Don Juan sur une côte grecque après le naufrage de son navire.

Où qu'il aille, Don Juan suscite le désir. Il est considéré par les femmes qu'il rencontre comme un objet de convoitise : Dona Julia ; Haydée, la seule à éprouver pour lui un véritable amour ; la femme du sultan ; les autres épouses et concubines du sultan qui se disputent pour savoir qui couchera avec lui/elle (il est déguisé en femme à ce moment-là) ; l’Impératrice Catherine II ; Lady Adeline Admundeville ; la duchesse de Fitz-Fulke… ; le sultan lui-même.
« Du conquérant, il fait une victime, du prédateur, une proie : son Juan sera plus séduit que séducteur », écrit Marc Porée à ce propos. C’est un reflet de l’impression qu’avait Byron vis-à-vis des femmes : «  J’ai été moi même plus ravi que quiconque depuis la guerre de Troie ».

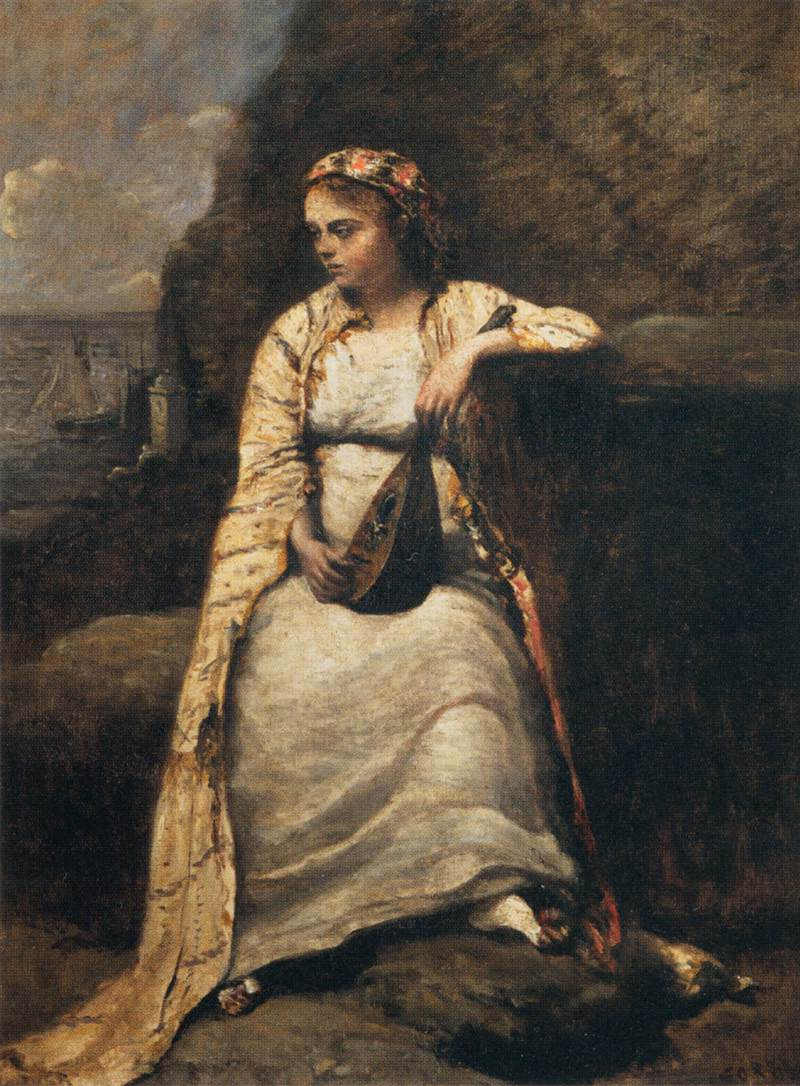
Haydée. Jeune femme en costume grec
Camille Corot, 1870-1872
Musée du Louvre, Paris

 Effectivement, loin de l’image de séducteur qu'on lui attribue, Byron a été souvent séduit par les femmes qu'il a rencontré, le regrettant, comme avec Caroline Lamb, ou s’en félicitant avec Teresa Guiccioli, dont il est le Cavalier Servant au moment où il écrit Don Juan : « Je suis devenu un véritable serventismo — et trouve que c’est l’état le plus heureux du monde. » 
Dans ses lettres et journaux, Byron professe ouvertement sa misogynie, que ce soit dans ses lettres à son amie Lady Melbourne où il lui rappelle le mépris qu'il a pour son sexe, hormis elle-même « Je n'ai pas une très haute opinion de votre sexe ; mais quand je vois une femme supérieure non seulement à tous les représentants de son sexe mais à la plupart des représentants du nôtre, j'ai pour elle de l'adoration en proportion du mépris que j'ai pour les autres. », ou dans son journal où il encense le principe du gynécée : « Réfléchi à la condition des femmes dans la Grèce antique — assez commode. […] Devraient s'occuper du foyer […] mais tenues à l'écart du monde. » 
Mais dans Don Juan, il met sous la plume de Julia, alors qu'elle vient d'être envoyée au couvent, un véritable pamphlet féministe, une dénonciation de la situation de dépendance où se trouve la femme au XIXe siècle :  
| Man's love is of man's life a thing apart, 'T is woman's whole existence; man may range The court, camp, church, the vessel, and the mart; Sword, gown, gain, glory, offer in exchange Pride, fame, ambition, to fill up his heart, And few there are whom these cannot estrange; Men have all these resources, we but one, To love again, and be again undone. | Pour l'homme, l'amour n'est qu'un détail ; pour la femme C'est le tout de la vie ; il peut choisir l'Église, La marine, la Cour, le commerce ou l'armée ; La prêtrise, le gain, la guerre et la gloire offrent À son cœur le renom, l'ambition et l'orgueil, Et bien rare est celui qui leur reste insensible. L'homme a tous ces moyens mais nous n'en avons qu'un Qui est d'aimer encore et d'encore se perdre. |

C'est que dans Don Juan, il se propose de dénoncer l'oppression sous toutes ses formes.

### Sarcasmes

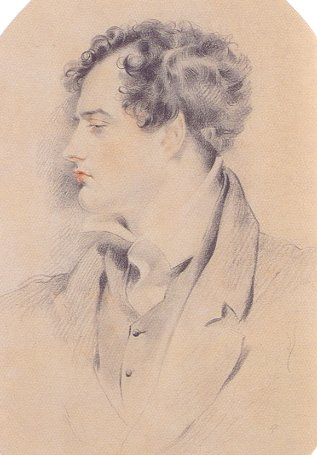
Portrait de Lord Byron par George Harlow
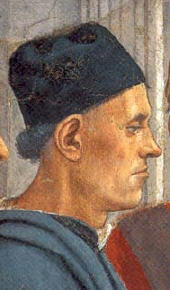
Luigi Pulci
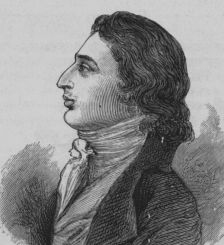
Robert Southey.
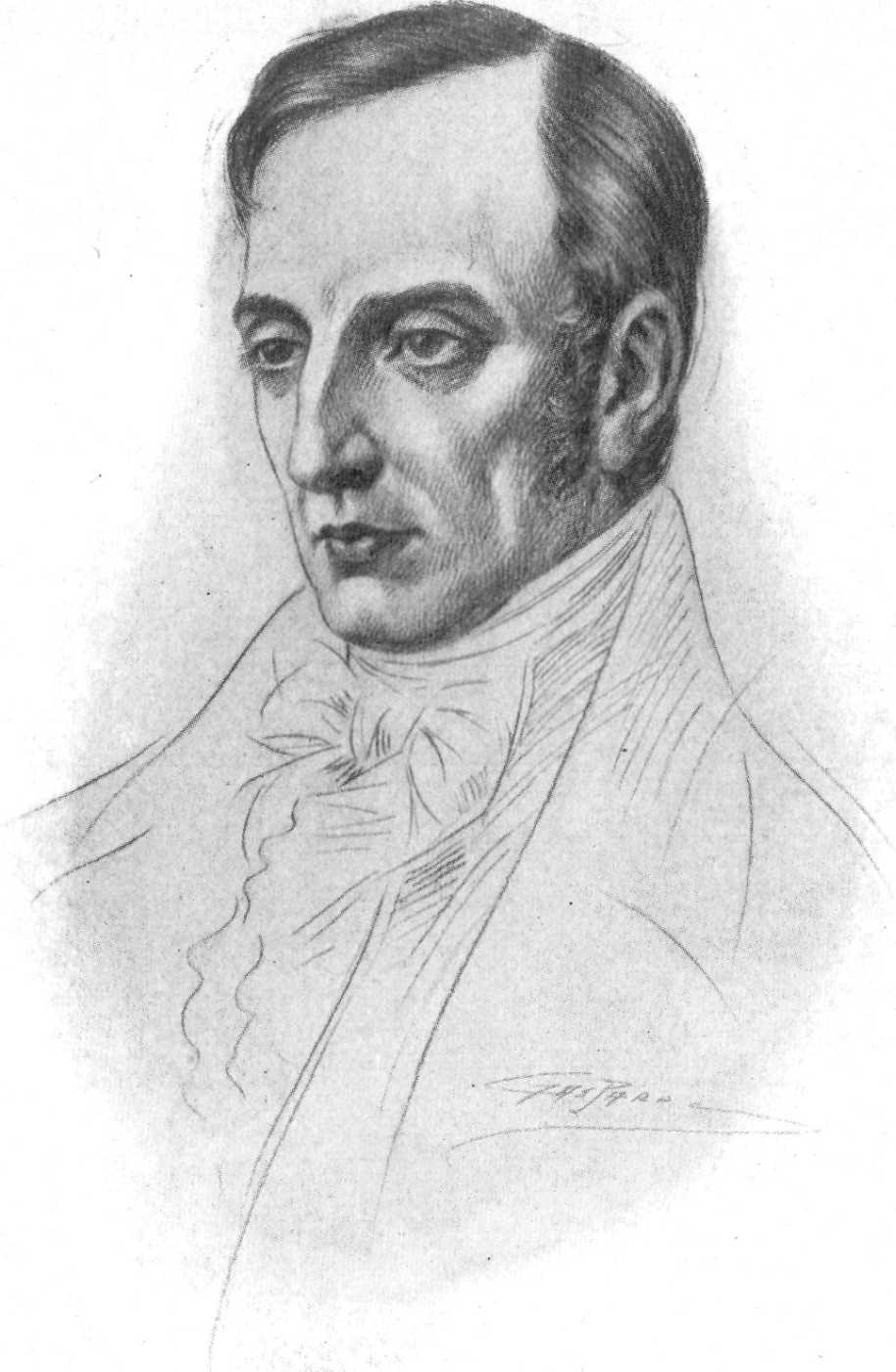
William Wordsworth en sa jeune maturité.
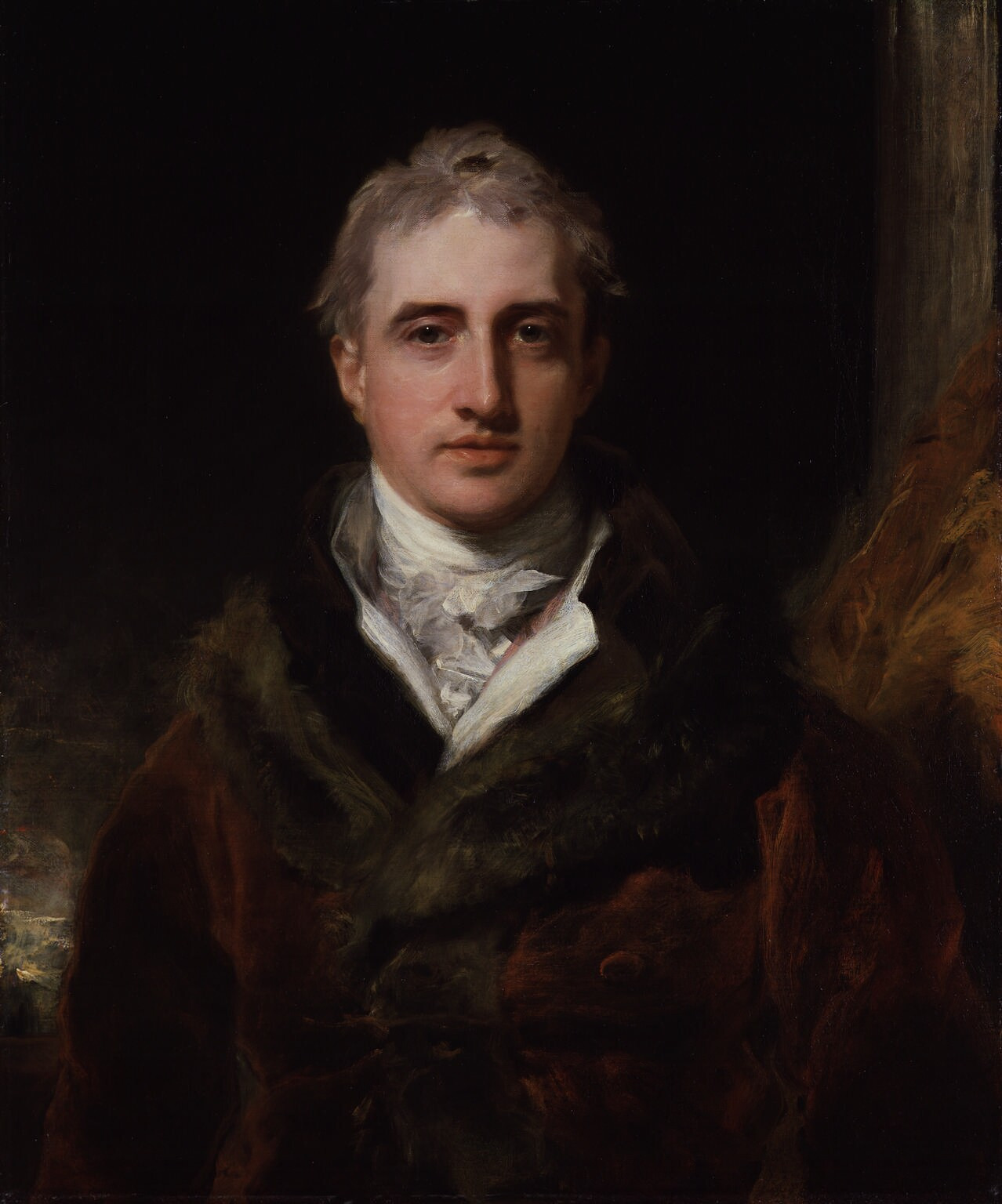
Le vicomte Castlereagh.

### Cibles littéraires
C’est sa dédicace qui a choqué son éditeur et ses amis, et qu’il a dû censurer. Elle ne sera réintégrée au poème que plus tard. Il s’attaque d’abord à Robert Southey, Poète Lauréat depuis 1813, auteur de poèmes épiques, très apprécié de son vivant. Il commence par des allusions grivoises : « Bob à sec, tu retombes, vidé de ta sève ! »,, puis attaque aussi Wordsworth : 
| For me, who, wandering with pedestrian Muses, Contend not with you on the winged steed, I wish your fate may yield ye, when she chooses, The fame you envy and the skill you need; | « Mes muses vont à pied, et je ne puis lutter, Vagabond, contre vous qui chevauchez Pégase ; Puisse votre destin vous offrir, à son gré, Le renom qu'il vous faut, le talent qu’il vous manque; » |

Après avoir s'être fait le héraut du Romantisme dans sa jeunesse avec Childe Harold, au personnage mélancolique et sombre, proscrit et débauché, Don Juan, œuvre de maturité, est un pied de nez au Romantisme, que Byron a totalement abandonné pour le sarcasme. Il est désormais trop désespéré pour faire porter un masque désabusé à son personnage, pour flatter le goût de ses contemporains pour le sublime… Son Juan est donc un beau jeune homme, sympathique et naïf, qui suscite l’amour, et dont les tribulations sont autant d’occasions de rire de l’absurdité du monde. 

| Now my sere fancy "falls into the yellow Leaf," and Imagination droops her pinion, And the sad truth which hovers o'er my desk Turns what was once romantic to burlesque. | « Mon caprice fané voit à présent "jaunir Son feuillage", l'imagination bat de l'aile ; La triste vérité planant sur mon bureau Change en burlesque ce qui était romantique. » |

Et plus loin : 
| I don't pretend that I quite understand My own meaning when I would be very fine; But the fact is that I have nothing plann'd, Unless it were to be a moment merry, A novel word in my vocabulary. | « Je ne prétends pas moi-même comprendre tout Ce que je dis lorsque je veux être sublime, Mais le fait est que je n'ai nul projet en tête, Si ce n'est celui de m'amuser un moment ; "M'amuser", mot nouveau dans mon vocabulaire. » |

Dans sa traduction de 1830, Paulin Paris lui reproche d’ailleurs d'avoir abandonné le "'sublime'" de Childe Harold, avec une théorie très particulière : « Dans Juan, l'esprit de Byron devient plus vif, à mesure que l'imagination […] deviens moins sublime. […] C'est que ces beaux esprits, peu confians dans l'existence d'une âme immatérielle, perdirent de leur essence primitive et de leurs inspirations involontaires, en s'habituant de plus en plus à la vue des objets matériels. » 

#### Cibles politiques
Byron définira le programme de Don Juan en décembre 1822, dans une lettre à son éditeur en réponse à ses détracteurs : « On connaîtra un jour Don Juan pour ce que j'ai voulu qu'il soit : une satire des abus de la société dans ses états actuels — et non une apologie du vice. » Byron s'attaque à tout ce qui lui fait horreur dans cette Europe du début du XIXe siècle : Le congrès de Vienne, la politique étrangère de l'Angleterre, l'oppression Autrichienne en Italie et Ottomane en Grèce, la guerre…

Il revient souvent à son profond mépris pour la politique de Lord Castlereagh, symbole du retour de la réaction et de l'oppression après l'épisode Révolutionnaire et Napoléonien : « Je croyais qu'en cas de défaite (de Napoléon […], tout cela n'était point simple jeu des dieux, mais le prélude à des changements supérieurs, des événements grandioses. Mais les hommes ne dépassent jamais un certain point ; et nous voici ramenés à reculons au triste et inepte vieux système, l'équilibre en Europe, occupés à faire tenir des pailles sur le nez des rois au lieu de le leur arracher ! » :
| States to be curb'd and thoughts to be confined, Conspiracy or Congress to be made— Cobbling at manacles for all mankind— » | « Opprimer des États, écraser des pensées, Monter une conspiration ou un congrès, Pour tout le genre humain fabriquer des menottes. » |

La très longue description  du siège d'Izmaïl est un virulent pamphlet contre la guerre, qu'il critique autant pour le nombre de ses morts que pour les vaines gloires, les héros que l'on acclame comme des bienfaiteurs de l'humanité alors que ce ne sont que des bouchers : 
| The drying up a single tear has more Of honest fame, than shedding seas of gore. And why? -- because it brings self-approbation; Whereas the other, after all its glare, Shouts, bridges, arches, pensions from a nation, […] Yet, in the end, except in Freedom's battles, Are nothing but a child of Murder's rattles. | Il y a plus de gloire à sécher un seul pleur Qu'à répandre les flots d'un océan de sang. Et pourquoi ? La première action rend fier de soi, Tandis que l'autre, après tout son fracas, ses cris, […] N'est, hormis dans les combats de la Liberté, Que l'enfant du meurtre et le fruit de ses caprices. |

### Clins d'œil autobiographiques
Comme dans Beppo, Byron mêle fiction et références autobiographiques que les lecteurs de l’époque étaient parfaitement en mesure de reconnaître. Il s’en donne à cœur joie pour multiplier les allusions acerbes à son ex-épouse, Annabella, dont Dona Inès est le portrait assez peu flatteur : comme elle « Sa science préférée était mathématique » et  « Elle parlait abstrait, pensait en théorèmes, / Croyant par le mystère ennoblir ses propos. ». De façon très explicite, il fait référence à son propre désastre conjugal, Annabella ayant tenté d’excuser son comportement par la folie : 
| For Inez call'd some druggists and physicians, And tried to prove her loving lord was mad; But as he had some lucid intermissions, She next decided he was only bad; » | « Inès convia médecins et apothicaires Pour prouver que son cher mari était dément ; Puis, comme il était parfois encore lucide, Elle en vint à juger qu'il n’était que méchant » |

Mais Byron ne se contente pas d'user de l'artifice du personnage allusif. En endossant le rôle du narrateur, il se donne la liberté de faire de longues digressions sur sa vie privée, parfois sous la forme de boutades,, parfois sous forme de pseudo-repentir ou de bilan sur sa vie passée :
| Ambition was my idol, which was broken Before the shrines of Sorrow, and of Pleasure; And the two last have left me many a token O'er which reflection may be made at leisure: Now, like Friar Bacon's brazen head, I've spoken, "Time is, Time was, Time's past:"—a chymic treasure Is glittering youth, which I have spent betimes— My heart in passion, and my head on rhymes. » | « L'ambition, mon idole, a été renversée Devant les autels du Chagrin et du Plaisir ; Ces deux-là m'ont laissé leurs innombrables gages Sur lesquels on pourrait méditer à loisir ; J'ai dit, comme Bacon par son buste qui parle : "Le Temps est, il était, il n'est plus" ; la jeunesse, Ce trésor alchimique, a disparu pour moi. J'ai gâché en passions mon cœur, ma tête en rimes. » |

Il termine d’ailleurs son poème, au Chant XVII, par un autoportrait qui semble parfaitement ressemblant au regard de sa biographie ainsi que du héros Byronien dont est lui-même le modèle :
| Temperate I am, yet never had a temper; Modest I am, yet with some slight assurance; Changeable too, yet somehow idem semper; Patient, but not enamoured of endurance; Cheerful, but sometimes rather apt to whimper; Mild, but at times a sort of Hercules furens; So that I almost think that the same skin For one without has two or three within. | « Je suis tempéré, sans aucun tempérament ; Je suis modeste, mais j'ai un certain aplomb ; Je suis changeant, pourtant je suis "Idem semper"; Patient, mais je ne suis pas des plus endurants ; Joyeux, mais quelquefois, j'ai tendance à gémir ; Doux, mais je suis parfois un "Hercules furens" ; J'en viens donc à penser que dans la même peau Coexistent deux ou trois ego différents. » |